# Robert Fulton
Robert Fulton (Little Britain, 14 de novembro de 1765 – Nova Iorque, 24 de fevereiro de 1815) foi um engenheiro e inventor estadunidense que é amplamente creditado com o desenvolvimento do primeiro barco a vapor comercialmente bem-sucedido. Em 1800, foi contratado por Napoleão Bonaparte para projetar o Nautilus, o primeiro submarino prático da história. Fulton também é creditado por inventar alguns dos primeiros torpedos navais do mundo a uso pela Marinha Britânica.

## Carreira
Fulton interessou-se por barcos a vapor em 1777, quando visitou William Henry em Lancaster (Pensilvânia), que já havia aprendido sobre a máquina a vapor de James Watt em uma visita à Inglaterra.
Robert Fulton nasceu em uma fazenda em Little Britain (Pensilvânia), em 14 de novembro de 1765. Teve pelo menos três irmãs: Isabella, Elizabeth e Mary; e um irmão mais novo: Abraham. O seu pai, Robert, tinha sido um amigo próximo do pai de Benjamin West, pintor que Fulton veio a conhecer em Inglaterra e com quem criou uma amizade.
Fulton morou na Filadélfia por seis anos, onde conheceu Benjamin Franklin e outras figuras proeminentes. Também em Filadélfia, pintou retratos e paisagens e desenhou casas e máquinas, durante esses anos enviou algum dinheiro como forma de ajuda para a sua mãe. Em 1785 comprou uma fazenda em Hopewell (Pensilvânia), por cerca de 80 libras esterlinas, para onde se mudou juntamente de sua mãe e de sua família.  Aos 23 anos, decidiu ir visitar a Europa.
Em 1797, Fulton foi para a França, onde Claude de Jouffroy tinha construído um barco a vapor em 1783, começou a experimentar com torpedos a criação de submarinos e torpedeiros. Fulton foi o expositor do primeiro panorama a ser mostrado em Paris, que foi completo como "Vue de Paris depuis les Tuilerie" (Vista de Paris da Tuilerie), pintado por Pierre Prévost, Jean Mouchet e Denis Fontaine em 1800. A rua onde o panorama foi mostrado ainda hoje é chamada de "Rue des Panoramas" (Rua Panorama).
Em 1807, Fulton e Livingston realizaram em conjunto a façanha de construir o primeiro barco a vapor comercial, o Clermont (North River Steamboat), que transportava passageiros entre Nova York e Albany, Nova York. O Clermont conseguiu completar uma viagem de 300 milhas em 32 horas. De 1811 até sua morte, Fulton foi membro da Comissão do Canal de Erie.
Em 1889 o estado da Pensilvânia fez a doação de uma estátua em mármore de Fulton para o National Statuary Hall Collection no Capitólio dos Estados Unidos.

## Publicações
- Torpedo war, and submarine explosions publicado em 1810.
- A Treatise on the Improvement of Canal Navigation Arquivado em 2004-12-31 no Wayback Machine, 1796. Das Bibliotecas da Universidade da Geórgia em DjVu & layered PDF Arquivado em 2006-08-24 no Wayback Machine
- A Treatise on the Improvement of Canal Navigation 1796. de Rare Book Room.

## Galeria
|  |  |  |